# Tellervo kalawara
Tellervo kalawara är en fjärilsart som beskrevs av Martin 1913. Tellervo kalawara ingår i släktet Tellervo och familjen praktfjärilar. Inga underarter finns listade i Catalogue of Life.